# Scarborough (Maine)
Scarborough ist eine Town im Cumberland County des Bundesstaates Maine in den Vereinigten Staaten. Im Jahr 2020 lebten dort 22.135 Einwohner in 10.341 Haushalten auf einer Fläche von 182,9 km².

## Geografie
Nach dem United States Census Bureau hat der Ort eine Gesamtfläche von 182,9 km², von denen 123,3 km² Land sind und 59,6 km² aus Gewässern bestehen.

### Geografische Lage
Scarborough ist die südlichste Town im Cumberland County. Östlich grenzt die Town an den Spurwink River und die Saco Bay des Atlantischen Ozeans. Die Fläche der Town ist annähernd quadratisch. Einige kleinere Flüsse durchziehen die Town, alle münden in den Atlantischen Ozean. Es gibt nur wenige kleine Seen in Scarborough. Die Oberfläche ist eben, ohne nennenswerte Erhebungen.

### Nachbargemeinden
Alle Entfernungen sind als Luftlinien zwischen den offiziellen Koordinaten der Orte aus der Volkszählung 2010 angegeben.
- Norden: Westbrook, 5,5 km
- Nordosten: South Portland, 5,8 km
- Osten: Cape Elizabeth, 14,5 km
- Südwesten: Saco, York County, 9,6 km
- Westen: Buxton, York County, 22,9 km
- Nordwesten: Gorham, 15,3 km

### Stadtgliederung
In Scarborough gibt es mehrere Siedlungen: Black Point, Blue Point, Eight Corners, Grand Beach, Higgins Beach, North Scarborough (North Scarboro; ehemals Coal Kiln Corner, oder Coal Kiln Corners), Oak Hill, Pine Point, Pleasant Hill, Prouts Neck, Rigby, Scarborough (Scarboro), West Scarborough (West Scarboro), Dunstan, Dunstan Corners, (Dunstan’s Corner) und West Scarboro Station (ehemalige Eisenbahnstation).

### Klima
Die mittlere Durchschnittstemperatur in Scarborough liegt zwischen −7,8 °C (18° Fahrenheit) im Januar und 20,0 °C (68° Fahrenheit) im Juli. Damit ist der Ort gegenüber dem langjährigen Mittel der USA um etwa 9 Grad kühler. Die Schneefälle zwischen Oktober und Mai liegen mit bis zu zweieinhalb Metern mehr als doppelt so hoch wie die mittlere Schneehöhe in den USA; die tägliche Sonnenscheindauer liegt am unteren Rand des Wertespektrums der USA.

## Geschichte
Die erste Besiedlung durch europäische Siedler fand etwa 1630 statt. Das Land wurde von der Massachusetts Bay Colony als Grant an Capitain Thomas Cammock, einen Neffen des Earl of Warwick, gegeben. Scarbourough wurde im Jahr 1658 zur town und erhielt seinen Namen in Anlehnung an die Stadt Scarborough in England. Die Siedlung umfasste die Gebiete Black Point, Blue Point sowie Strattons Island und reichte etwa 8 Meilen zurück von der Küste. Der indianische Name des Gebiets war Owascoag. Dies bedeutete Platz mit viel Gras.
Die Besiedlung von Scarborough war eine der ersten, die an der Küste von New England erfolgte. John Jocelyn, Schriftsteller, Botaniker und englischer Adliger, erreichte im Jahr 1663 Scarborough, um seinen Bruder Henry Jocelyn, der am Prouts Neck lebte, zu besuchen. Er blieb acht Jahre. Seine Schriften bieten eine der besten Geschichten der damaligen Zeit. Er schrieb über die Provinz Maine, dass diese viele Richter, Weinbauern und Pflanzer besäße, aber nur sehr wenige erfahrene Handwerker.
Zu Beginn des ersten indianischen Kriegs führten die Abenaki einen Angriff auf Captain Scottows Garnison auf einer Klippe und eroberten sie. Danach gaben die Bewohner diese Gegend zunächst wieder auf. Im Jahr 1677 trafen sich etwa zweihundert Indianer und etwa vierzig englische Soldaten unter Capitain Benjamin Swett am Black Point. Die englischen Soldaten erreichten Black Point per Schiff. Gemeinsam mit einigen der Bewohner, etwa neunzig Personen, traten sie den Indianern entgegen. Sie wurden von den Indianern in eine Falle gelockt und bis auf dreißig starben alle anderen, unter ihnen Capitain Swett.
Im Jahr 1681 wurde eine Festung am Black Point errichtet, doch die Bewohner waren so von den Angriffen der Indianer gezeichnet, dass Scarborough um 1690 vollständig aufgegeben wurde. Nach Friedensverhandlungen durch die Province of Massachusetts Bay im Jahr 1699 mit den Abenaki erfolgte eine erneute Besiedlung im Jahr 1702 durch eine kleine Gruppe von sieben Personen, die unter Lynn in einer Schaluppe Scarborough erreichten. Der Frieden währte nicht lang, bereits im August 1703 wurden sie von 500 französischen Soldaten und Indianern unter Beaubarin angegriffen, der einen plötzlichen Ausfall entlang der Küste von Casco Wells machte. Das Fort von Scarborough war nur durch eine kleine Gruppe bestehend aus sieben Personen besetzt. Der Forderung nach Kapitulation wurde nicht nachgekommen und der Feind umstellte das Fort. Sie fingen an, einen Tunnel unter den Wällen durchzugraben. Bevor das Fort eingenommen werden konnte, setzte jedoch ein starker Regen ein, der Tunnel brach ein und die Angreifer waren dem Beschuss aus der Garnison ausgesetzt. Sie entkamen, um sich ein einfacheres Ziel zu suchen. Seit dieser Zeit blühte die Siedlung auf, auch wenn noch gelegentlich Überfälle durch die Indianer erfolgten.
Als nach dem Frieden von 1749 die Nachfrage nach Schnittholz anstieg, wurden etwa ein Dutzend Sägewerke errichtet. Scarborough folgte dem Aufruf des Kontinentalkongresses und nach der Schlacht von Lexington sandten sie 50 Männer nach Cambridge.
Viele der Bewohner von Scarborough waren auch an den Kämpfen gegen die Briten in Castine im Jahre 1779 beteiligt. Die zweite Gemeinde wurde im Jahr 1734 von Richard Elvin aus Salem organisiert. Elvin, von Beruf Bäcker, unter dem Einfluss der Predigten von George Whitefield konvertiert, wurde zum ersten Priester dieser Gemeinde.

### Einwohnerentwicklung
| Volkszählungsergebnisse – Town of Scarborough, Maine | Volkszählungsergebnisse – Town of Scarborough, Maine | Volkszählungsergebnisse – Town of Scarborough, Maine | Volkszählungsergebnisse – Town of Scarborough, Maine | Volkszählungsergebnisse – Town of Scarborough, Maine | Volkszählungsergebnisse – Town of Scarborough, Maine | Volkszählungsergebnisse – Town of Scarborough, Maine | Volkszählungsergebnisse – Town of Scarborough, Maine | Volkszählungsergebnisse – Town of Scarborough, Maine | Volkszählungsergebnisse – Town of Scarborough, Maine | Volkszählungsergebnisse – Town of Scarborough, Maine |
| Jahr                                                 | 1800                                                 | 1810                                                 | 1820                                                 | 1830                                                 | 1840                                                 | 1850                                                 | 1860                                                 | 1870                                                 | 1880                                                 | 1890                                                 |
| ---------------------------------------------------- | ---------------------------------------------------- | ---------------------------------------------------- | ---------------------------------------------------- | ---------------------------------------------------- | ---------------------------------------------------- | ---------------------------------------------------- | ---------------------------------------------------- | ---------------------------------------------------- | ---------------------------------------------------- | ---------------------------------------------------- |
| Einwohner                                            | 2099                                                 | 2094                                                 | 2232                                                 | 2106                                                 | 2172                                                 | 1837                                                 | 1807                                                 | 1692                                                 | 1847                                                 | 1794                                                 |
| Jahr                                                 | 1900                                                 | 1910                                                 | 1920                                                 | 1930                                                 | 1940                                                 | 1950                                                 | 1960                                                 | 1970                                                 | 1980                                                 | 1990                                                 |
| Einwohner                                            | 1865                                                 | 1945                                                 | 1832                                                 | 2445                                                 | 2842                                                 | 4600                                                 | 6418                                                 | 7845                                                 | 11347                                                | 12518                                                |
| Jahr                                                 | 2000                                                 | 2010                                                 | 2020                                                 | 2030                                                 | 2040                                                 | 2050                                                 | 2060                                                 | 2070                                                 | 2080                                                 | 2090                                                 |
| Einwohner                                            | 16970                                                | 18919                                                | 22135                                                |                                                      |                                                      |                                                      |                                                      |                                                      |                                                      |                                                      |

## Kultur und Sehenswürdigkeiten

### Bauwerke

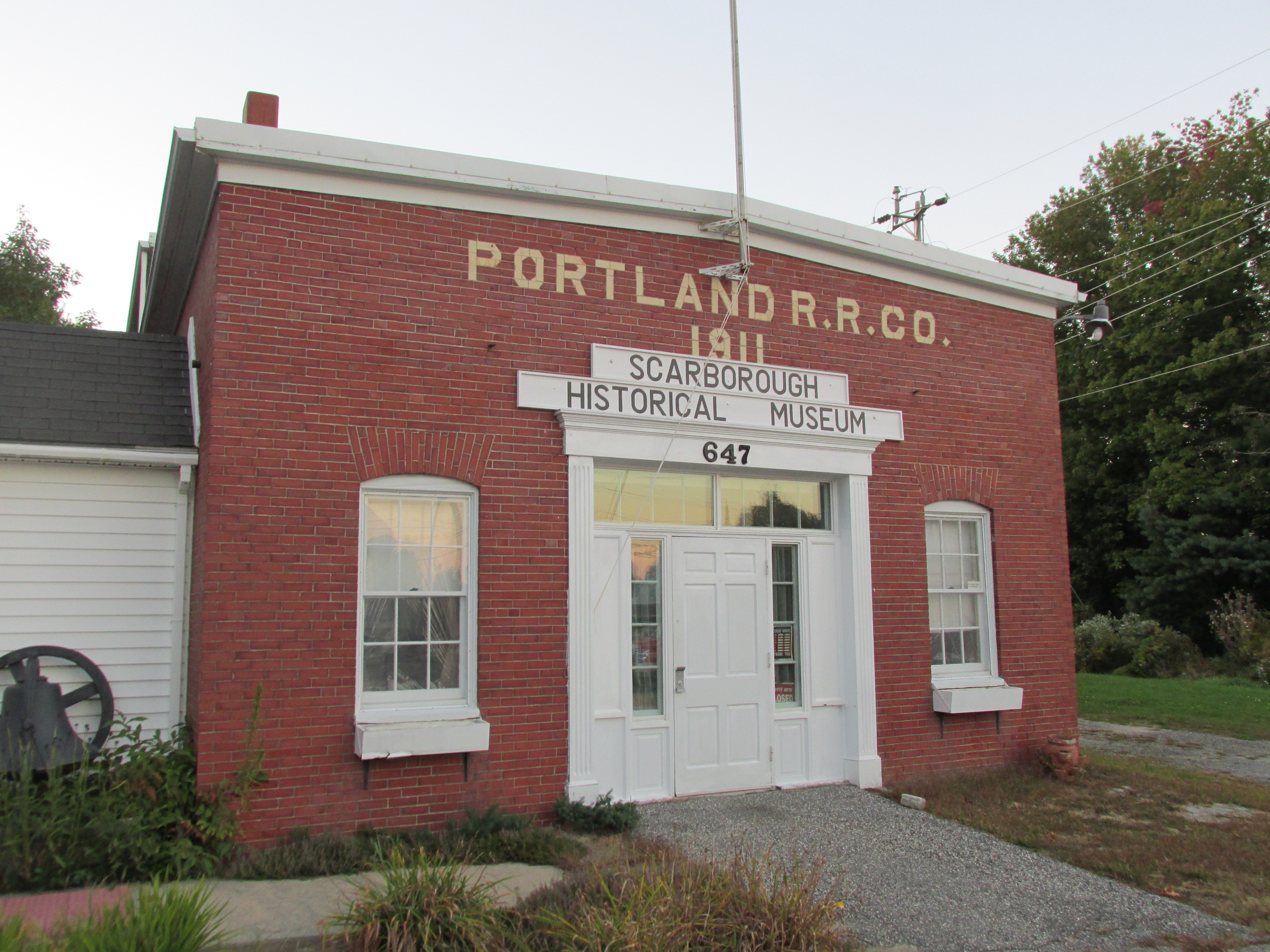
Portland RR Co 1911

Fünf Gebäude stehen unter Denkmalschutz und wurden ins National Register of Historic Places aufgenommen.
- Dunstan Methodist Episcopal Church, aufgenommen 1989, Register-Nr. 89000839
- Winslow Homer Studio, aufgenommen 1966, Register-Nr. 66000092
- Richard Hunniwell House, aufgenommen 1976, Register-Nr. 76000093
- Portland Railroad Company Substation, aufgenommen 1991, Register-Nr. 91000320
- Scarborough High School, aufgenommen 2007, Register-Nr. 07000595

### Parks
Im Süden von Scarborough, auf der Halbinsel Prouts Neck befindet sich der Scarborough Beach State Park, der vor allem für seine guten Bademöglichkeiten bekannt ist.

## Wirtschaft und Infrastruktur

### Verkehr
Die Interstate 95 führt von Südwesten nach Nordosten durch die Town. Sie verbindet Scarborough mit Boston im Süden mit Augusta im Norden. Parallel zur Interstate verläuft der U.S. Highway 1.

### Öffentliche Einrichtungen
In Scarborough gibt es mehrere medizinische Einrichtungen. Die Scarborough Public Library entstand zu Beginn des 20. Jahrhunderts, nachdem sieben Bewohner im Jahr 1899 die Scarboro Public Library Corporation gegründet hatten.

### Bildung
Die Schulbildung in der Town wird durch die Scarborough Public Schools organisiert.
Folgende Schulen stehen zur Verfügung:
- Scarborough High School (Klassen 9 bis 12)
- Scarborough Middle School (Klassen 6 bis 8)
- Wentworth School (Klassen 3 bis 5)
- Pleasant Hill Primary School (Klassen K bis 2)
- Blue Point Primary School (Klassen K bis 2)
- Eight Corners Primary School (Klassen K bis 2)
- Scarborough Adult Learning Center

## Persönlichkeiten

### Söhne und Töchter der Stadt
- Cyrus King (1772–1817), Politiker
- Rufus King (1755–1827), Politiker
- William King (1786–1852), Politiker
- Brian Welch (* 1984), Skispringer

### Persönlichkeiten, die vor Ort gewirkt haben
- Bob Crewe (1930–2014), Songwriter, Musiker, Musikproduzent, Labelbetreiber und Künstler
- Winslow Homer (1836–1910), Maler
- John C. Houbolt (1919–2014), Flugzeugingenieur